# Hersilia (Santa Fe)
Hersilia è  un comune argentino del dipartimento di San Cristóbal nella provincia di Santa Fe.
È sita a 270 km a nord della capitale della provincia, Santa Fe, sulla strada statale RN 34.
Fu fondata nel 1888, ma divenne comune autonomo solo nel 1896.